# دياني فون هوفمان
دياني فون هوفمان (بالإنجليزية: Diane Von Hoffman)‏ هي مصارعة محترفة وممثلة أمريكية، ولدت في 13 أبريل 1962 في لويفيل في الولايات المتحدة، وتوفيت بنفس المكان في 6 يوليو 2017.

## وصلات خارجية
- دياني فون هوفمان على موقع CageMatch worker (الإنجليزية)